# Brunosari
Brunosari is een bestuurslaag in het regentschap Purworejo van de provincie Midden-Java, Indonesië. Brunosari telt 3472 inwoners (volkstelling 2010).